# Oxydesmidae
Oxydesmidae é uma família de milípedes pertencente à ordem Polydesmida.

## Géneros
Géneros (lista incompleta):
- Adontodesmus Silvestri, 1897
- Allocotoproctus Hoffman, 1990
- Amurus Attems, 1909